# マティルデ・ディ・シャブラン
『マティルデ・ディ・シャブラン』（伊: Matilde di Shabran）は、ロッシーニが1821年に作曲したオペラ・セミ・セリア。この作品はローマ初演作としては最後を飾るものとなっている。
- 原曲名：Matilde di Shabran
- 台本：ヤーコポ・フェッレッティ
- 原作：フランソワ＝ブノワ・オフマン「ウフロジーヌ、または矯正された暴君」（1790年）
- 演奏時間：序曲9分、第1幕2時間、第2幕1時間10分
- 作曲期間：1821年2月ローマ版完成、同年11月ナポリ版完成
- ローマ版初演：1821年2月24日アポッロ劇場（ローマ）
- ナポリ版初演：1821年11月11日フォンド劇場（ナポリ）

## 作曲の経緯

### ローマでの初演とトラブル
1820年にロッシーニはナポリで「マオメット2世」の作曲に着手したが、7月に起きたカルボナリ党の暴動騒ぎが原因で9月に予定していた初演がキャンセルされると、ローマのアポッロ劇場所有者であるジョヴァンニ・トルローニアと同劇場の興行師ルイージ・ヴェストリの新作依頼を受けることとした（その結果、ナポリでの「マオメット2世」の初演は同年12月3日までずれ込んでしまった）。あらかじめナポリ在住の作家が選び取った題材としてフランス語戯曲「マティルド」が選ばれたが、それは他の作曲家が好んで取り上げた題材だった。
ロッシーニは、「マティルド」第1幕を携えローマ入りしたが、登場人物や歌手の顔ぶれが一致せず、検閲もパスしない可能性があり、これを断念。「チェネレントラ」の台本作者ヤーコポ・フェッレッティに新たな題材を求めたが、多忙を理由にフェッレッティは代わりにフランソワ=ブノワ・オフマンの「ウフロジーヌ、または矯正された暴君」を原作に「コルラディーノ」を提示した。これを下敷きにロッシーニは作曲に着手。アポッロ劇場に対しては予め「マティルデ」と告知していたために、題名を「マティルデ・ディ・シャブランまたは美女と鉄の心」を変える事とした。
しかし、ローマ入りが遅れたことや台本の変更により約束の期日までに作曲することは不可能だった。そのためアポッロ劇場は「チェネレントラ」でシーズンの幕を開け、他者の作品を先行上映して時間稼ぎをしたものの、その段階でもフェッレッティの台本は完成せず、ロッシーニは第2幕の音楽（導入曲、三重唱、二重唱の後半部）をジョヴァンニ・パチーニに委ねることとした。
全ての音楽を揃え、稽古も開始したが、2月24日の初演を前に新たな問題が起こった。稽古の日にコンサートマスター兼指揮者が卒中で倒れ、第1ホルン奏者も病気で演奏できなくなったのである。そのようなピンチを助けてくれたのはたまたまローマに滞在していたヴァイオリニストニコロ・パガニーニであった。パガニーニは代わりに指揮をする一方で、第2幕のエドアルドのアリアのホルン独奏をヴィオラ演奏で補った。しかし演奏時間3時間の大作で準備不足のために、初演の評価は観客の間で真っ二つだったとされる。

### ナポリ版の完成
ローマでの初演を終えて程なく、ナポリのフォンド劇場から再演依頼を受けると、ロッシーニは、パチーニの代作部分及び「リッチャイルドどゾライーデ」から流用した第1幕のコルラディーノのシェーナとアリアを除去して新たに作曲した音楽に差し替えた。そして11月11日にナポリ版の初演を迎えることとなる。

## 作品の特徴
この作品はナポリ版が決定版とされているが、ナポリ版は登場人物の一人である詩人イシドーロの台詞が全てナポリ方言で書かれているために、ローマ版のほうが世間に流布することとなった。しかし、ナポリ版の特徴として、詩人をナポリの聴衆向けにナポリ方言で歌わせていること、女嫌いのコルラディーノとそれを口説き落とそうとするマティルデとの駆け引きを描いた喜劇的な部分とコルラディーノに囚われたエドアルドとその父親ライモンドの悲劇的な部分がミックスされた構成となっている。更に、1幕だけでも2時間を要する上に、エドアルドとマティルド、及びイシドーロのアリアを除けば重唱を中心に構成されており、各役の登場のアリアを欠く構成となっている。更にコルラディーノは重唱の中でアジリタの技巧とハイＣの連発という至難の業を駆使しなければならない難役となっている。
ナポリ版による20世紀の復活上演は1996年8月13日、ペーザロのロッシーニ・オペラ・フェスティバルであるが、コルラディーノ役としてブルース・フォードの代わりとして急遽ファン・ディエゴ・フローレスが抜擢された。

## 編成

### 登場人物
- コルラディーノ（女嫌いの城主）…テノール
- マティルデ・シャブラン…ソプラノ
- ライモンド・ロペス（コルラディーノの宿敵でエドアルドの父）…バリトン
- エドアルド（ライモンド・ロペスの息子で囚われの身）…メゾソプラノ
- アリプランド（コルラディーノの侍医）…バス
- イシドーロ（詩人）…バリトン
- アルコの伯爵令嬢…メゾソプラノ
- ジナルド（塔守）…バス
- エゴルド（村人のリーダー）
- ロドリーゴ（武装護衛長）

### 管弦楽
- フルート3（3はピッコロ持ち替え）
- オーボエ2
- クラリネット2
- ファゴット2
- ホルン2
- トランペット2
- トロンボーン3
- ティンパニー
- 大太鼓
- シンバル
- 小太鼓
- 鐘
- ギター
- 弦五部
  - 第1ヴァイオリン
  - 第2ヴァイオリン
  - ヴィオラ
  - チェロ
  - コントラバス

　
レシタティーヴォ用に
- ピアノフォルテ、チェロ、コントラバス

## あらすじ
舞台はスペインのコルラディーノの城とその周辺

### 第1幕
村人たちが野菜や果物の年貢を届けに入る。迎えに来たのが塔守ジナルド一人なので村人たちが不審気に留まると、コルラディーノの侍医アリプランドが出てきて城の主人は酷く残忍な男であることを説明し城壁に掲げられた「招き無くして入るものには頭蓋の打ち砕かれることとなる」「あえて静寂を乱すものはここにて飢えと乾きにより死することとなる」という警告文を示し、コルラディーノが大の女嫌いであることを教える。そして鐘が鳴り村人は恐れをなして逃げ去る。（導入曲「あのケルベロスが現れると災いが降り注ぎ」）ジナルドと牢番ウドルフォはコルラディーノの囚人の見廻りに行く。
城の背後の森から放浪詩人イシドーロがやってくる。空腹と渇きで疲れ果てた彼は詩人は貧乏が運命と嘆き、運勢の好転を期待してナポリからやってきたと歌う。（カヴァティーナ「その間もアルメニア、小暗き木々茂る」）彼もまた城壁の警告文を読んで逃げようとするが行く手を阻まれる。
コルラディーノが現れ、「お前は何者で、誰がお前に来るように命じたのか」とイシドーロを詰問する。アリプランドはコルラディーノがイシドーロを殺そうとするのを制止し、イシドーロは牢屋に入れられる。
アリプランドが主人コルラディーノにマティルデ・シャブラン（彼女の父親が死の床でコルラディーノに世話を任せた孤児）が面会を求めている旨を伝える。コルラディーノは入場を許すものの関心を示さず、すでに捕らえた宿敵ライモンドの息子エドアルドを見たいと望む。
コルラディーノの前に引き出されたエドアルドは父の苦悩を思い、嘆き悲しむ。（アリア「私の目は涙する、それは確かだ」）しかしエドアルドはコルラディーノへの屈服を拒む。一方マティルデは、女の手管でコルラディーノの心を捉える計画をアルプランドに伝える。（二重唱「気まぐれについて、媚について、ため息について、愛嬌について」）
アリプランドがマティルデに、「コルラディーノは愛を知らず軍功にしか興味を示さないドンキホーテのような男」と説明していると、マティルデを追い払いに伯爵令嬢が来たとジナルドが告げる。
伯爵令嬢とマティルデはけんか腰でにらみ合い、アリプランドとジナルドが取り成していると、騒ぎを聞きつけたコルラディーノが現れる。マティルデが威嚇にひるまないのでコルラディーノは頭が混乱する。（五重唱「これは女神ですの？なんてご様子！」）女たちが去ると、コルラディーノは自分の心の変化に戸惑いアリプランドに相談する。アリプランドから「それは恋の病なのです」と言われたコルラディーノは魔法の仕業と考え、捕らえられたイシドーロに疑いをかけて殺すように命じるので、イシドーロは震え上がる。
　
マティルデが戻り、目に涙を浮かべてコルラディーノに愛の告白をすると、彼は全身の力が抜けてしまう。マティルデの誘惑に興奮したコルラディーノは盾と兜を投げ捨てる。そしてライモンドが兵を率いて息子を奪還しに来る、と知らせに来たアリプランドは兜を脱いだ主人を見て驚愕する。
城の中庭ではエドアルドが軍隊行進曲を耳にして不安に駆られる。そこへコルラディーノが部下を率いて現れイシドーロは宮廷詩人として戦いを記録すると宣言する。マティルデはコルラディーノの勝利を祈りながらも、涙ぐむエドアルドに同情して彼の嫉妬をかき立てる。イシドーロに鼓舞され、出陣の歌が響き渡る。（フィナーレ「出立しお戦いください、勝者としてお戻りください…前進せよ、すばやく、勇者らしく」）

### 第2幕
樹木の散在する平原。
高い木の上でイシドーロが戦場詩人を気取っているコルラディーノの護衛兵と農夫たちが来るとイシドーロは空想的武勇伝を読み上げて彼らを喜ばせる。（導入曲「コルラディーノの名はあらゆる土地に鳴り響く」）
全員が立ち去ると部下に置き去りにされたライモンドが現れ絶望しながら息子エドアルドを探す。入れ替わりにエドアルドが現れ父が死んだと思い嘆き悲しむ（アリア「ああ！なぜ、なぜ、死は僕の泣き声を聞いてくれぬ？」）が、遠くに父の声を聴く。
不意に出くわしたライモンドとコルラディーノが、決闘を挑もうとすると、城に残したはずのエドアルドがいるので驚く。マティルデが彼を逃がしたと知ったコルラディーノは怒りに駆られて城を目指して走り出す。
そのころ城では、エドアルドを逃がした罪をマティルデに着せようとたくらむ伯爵令嬢がほくそえんでいた。何も知らないマティルデは、イシドーロからの戦場の法螺話を聞かされる。そこへコルラディーノが帰城し、エドアルドを連れてくるように命じてマティルデに釈明を求める。折悪しくエドアルドからマティルデに当てた、逃亡の手助けに感謝する手紙が届けられる。（六重唱「裏切りは明らかです」）マティルデの裏切りを確信したコルラディーノは弁解に耳を貸さず、彼女を山腹から激流に投げ込んで殺すように命じる。それを聞くと一同は震え上がり、伯爵令嬢は策略の成功を喜ぶ。
独りになったコルラディーノは「この世に女が存在するは大いなる罪」と考える。マティルデに同情する（農婦たちの合唱「死なせるですって、あの哀れな方を？なんて酷いこと！）が聞こえる。コルラディーノが農夫たちを追い払うとイシドーロが来て、マティルデが激流で死ぬ様子を詩的に脚色して語る。そこに現れたエドアルドがマティルデの無実を訴え、伯爵令嬢の差し金で逃亡してきたと告げる。コルラディーノは後悔の念にとらわれ、エドアルドは彼の野蛮さを責める。（二重唱「幾百の、多くの焦燥によりこの心が痛めつけられるのを感じる」）
激流に臨む切り立った山の断崖。傍らにライモンドの城が見える。
夜、イシドーロとコルラディーノが現れる。鐘の音を聞いたコルラディーノは自責の念に駆られてマティルデの後を追い激流に身投げしようとする。そこにエドアルドがやって来てマティルデの生存を告げる。続いて姿を現したマティルデはコルラディーノを許し、ライモンドとの和解を促す。コルラディーノが永遠の平和を約束すると、マティルデも彼に永遠の愛を誓い、エドアルドに感謝するとイシドーロに結婚祝いのソネットを求める。そして「女は、勝利し、支配するために生まれた」と高らかにうたい幕が下りる。（アリア・フィナーレ「ついに貴方は愛する？でも誰が愛さずにいられましょう？」）

## 主要曲
- 第1幕・導入曲「あのケルベロスが現れると災いが降り注ぎ」
- 第1幕・イシドーロのカヴァティーナ「その間もアルメニア、小暗き木々茂る」
- 第1幕・エドアルドのアリア「私の目は涙する、それは確かだ」
- 第1幕・二重唱「気まぐれについて、媚について、ため息について、愛嬌について」（マティルデ、アリプランド）
- 第1幕・五重唱「これは女神ですの？なんてご様子！」（伯爵令嬢、マティルデ、アリプランド、ジナルド、コルラディーノ）
- 第1幕・フィナーレ「出立しお戦いください、勝者としてお戻りください…前進せよ、すばやく、勇者らしく」
- 第2幕・導入曲「コルラディーノの名はあらゆる土地に鳴り響く」 （イシドーロ）
- 第2幕・エドアルドのアリア「ああ！なぜ、なぜ、死は僕の泣き声を聞いてくれぬ？」
- 第2幕・六重唱「裏切りは明らかです」（伯爵令嬢、マティルデ、コルラディーノ、アリプランド、イシドーロ、ジナルド）
- 第2幕・農婦たちの合唱「死なせるですって、あの哀れな方を？なんて酷いこと！」
- 第2幕・二重唱「幾百の、多くの焦燥によりこの心が痛めつけられるのを感じる」（エドアルド、コルラディーノ）
- 第2幕・アリアフィナーレ「ついに貴方は愛する？でも誰が愛さずにいられましょう？」（マティルデ）